# Rukwapithecus
 Rukwapithecus  ist eine ausgestorbene Gattung der Primaten, die während des Oligozäns in Ostafrika vorkam. Das bislang einzige, in der Nähe der Stadt Mbeya in Tansania entdeckte Fossil, das dieser Gattung zugeschrieben wird, wurde in die Zeit vor rund 25 Millionen Jahren datiert. Die einzige beschriebene Art der Gattung ist Rukwapithecus fleaglei; sie wurde als sehr frühe Verwandte der Vorfahren aller Menschenaffen interpretiert.

## Namensgebung
Die Bezeichnung der Gattung Rukwapithecus verweist auf den Fundort des Holotypus von Gattung und Art in dem zum ostafrikanischen Grabensystem gehörigen Rukwa-Becken im südwestlichen Tansania. Die zweite Hälfte des Gattungsnamens ist abgeleitet aus dem griechischen Wort πίθηκος (altgriechisch ausgesprochen píthēkos: „Affe“). Das Epitheton fleaglei ehrt den US-amerikanischen Paläontologen John G. Fleagle „für seine zahlreichen Studien zur Morphologie, zum Verhalten und zur Evolution der Primaten.“

## Erstbeschreibung
Holotypus von Rukwapithecus ist das Fragment eines rechten Unterkiefers mit vier erhaltenen Zähnen (Prämolar P4 bis Molar M3) mit der Sammlungsnummer RRBP 12444A (RRBP = Rukwa Rift Basin Project) vom Fundort Nsungwe 2B. Das Fossil wurde während der Grabungskampagne 2011/12 geborgen. Es lag zwischen zwei vulkanischen Tuffschichten, für die mit Hilfe der Uran-Blei-Datierung ein Alter von 25,237 und 25,214 Millionen Jahren ermittelt wurde.
Aufgrund der Beschaffenheit der Zähne wurde das Fossil der Überfamilie der Menschenartigen, das heißt dem Formenkreis der Gibbons und der Menschenaffen, zugeschrieben. Laut der im Mai 2013 publizierten Erstbeschreibung weisen die Zähne im Vergleich mit anderen fossilen Funden, die der Überfamilie angehörig sind, eine einzigartige Kombination von neun Merkmalen auf, aufgrund derer für den Unterkiefer eine neue Gattung begründet werden musste. Zu Lebzeiten könnte das Körpergewicht der Tiere rund 12 Kilogramm betragen haben, vergleichbar mit einem Siamang.

## Bedeutung des Fundes
Mit Hilfe der molekularen Uhr haben Genetiker berechnet, dass sich vor rund 25 bis 30 Millionen Jahren in der Verwandtschaftsgruppe der Altweltaffen die zu den heutigen Menschenartigen führende Entwicklungslinie von der zu den Geschwänzten Altweltaffen (hierzu gehören u. a. Meerkatzen, Paviane und Makaken) getrennt hat. Da die exakte „Ganggeschwindigkeit“ der molekularen Uhr, das heißt, die Häufigkeit von Mutationen in vergangenen Epochen, unbekannt ist, ist die Kalibrierung der molekularen Uhr auf verlässlich datierte Fossilienfunde angewiesen. Jedoch gab es bis zur Entdeckung des Fossils von Rukwapithecus nur drei wissenschaftlich beschriebene Primaten-Gattungen (Kamoyapithecus, Saadanius und Propliopithecus), die älter als 20 Millionen Jahre sind. Erst der gemeinsame Fund von Nsungwepithecus – einem Geschwänzten Altweltaffen – und des in derselben Fundschicht geborgenen Fossils von Rukwapithecus hat einen paläontologischen Beleg für die Auftrennung beider Entwicklungslinien im oberen Oligozän erbracht.
Als Mitverursacher der Trennung beider Entwicklungslinien in dieser Epoche wurden tektonische Prozesse (Hebungen) im Bereich des ostafrikanischen Grabensystems beschrieben.

## Belege
1. 1 2  Nancy J. Stevens, Erik R. Seiffert, Patrick M. O’Connor, Eric M. Roberts, Mark D. Schmitz, Cornelia Krause, Eric Gorscak, Sifa Ngasala, Tobin L. Hieronymus, Joseph Temu: Palaeontological evidence for an Oligocene divergence between Old World monkeys and apes. In: Nature. Band 497, 2013, S. 611–614, doi:10.1038/nature12161.
2. ↑  Oldest Fossils Reveal When Apes & Monkeys First Diverged. Auf: livescience.com vom 15. Mai 2013.
3. ↑  Jan E. Janečka et al.: Molecular and Genomic Data Identify the Closest Living Relative of Primates. In: Science. Band 318, Nr. 5851, 2007, S. 792–794, doi:10.1126/science.1147555.
4. ↑  Fossils indicate common ancestor for two primate groups. Auf: nature.com vom 15. Mai 2013.
5. ↑  Vorfahren moderner Primaten: Funde füllen Lücken im Stammbaum. Auf: spiegel.de vom 17. Mai 2013.
6. ↑   Eric M. Roberts et al.: Initiation of the western branch of the East African Rift coeval with the eastern branch. In: Nature Geoscience. Band 5, 2012, S. 289–294, doi:10.1038/ngeo1432.